# Азербайджано-эстонские отношения
Азербайджано-эстонские отношения — двусторонние отношения между Азербайджаном и Эстонией в политической, экономической и иных сферах. 
Обе страны являлись частью Российской Империи и Советского Союза. 
Страны являются полноправными членами Совета Европы и ОБСЕ.

## Дипломатические отношения
Азербайджан признал независимость Эстонии 6 декабря 1991 года. Эстония признала независимость Азербайджана 20 февраля 1992 года. Двусторонние отношения установлены 20 апреля 1992 года.
Посольство Азербайджана в Эстонии начало деятельность в конце 2010 года. 
Эстония представлена в Азербайджане через своё посольство в Анкаре (Турция). 26 августа 2014 года Эстония открыла в Азербайджане дипломатический офис. 
Первый официальный визит правительства Эстонии в Азербайджан произошел в 1996 году, когда министр иностранных дел Эстонии Сийм Каллас посетил Азербайджан и подписал ряд совместных заявлений. 
Президент Эстонии Тоомас Ильвес посетил Азербайджан в 2009 году. В 2010 с ответным визитом Эстонию посетил президент Азербайджана Ильхам Алиев. Бывший министр иностранных дел Эстонии Кристийна Оюланд заявила, что Нагорный Карабах является неотъемлемой частью Азербайджана.
В Парламенте Азербайджана действует рабочая группа по двусторонним отношениям с Эстонией. Руководитель группы - Жаля Ахмедова.
В Парламенте Эстонии действует рабочая группа по двусторонним отношениям с Азербайджаном. Руководитель группы - Свен Сестер. 
Между странами подписано 15 межгосударственных договоров.
Эстония поддерживала Азербайджан в присоединении к Совету Европы и поддерживает интеграцию Азербайджана в евро-атлантические структуры. 
Азербайджан рассматривает отмену визового режима с Эстонией.

## В области экономики
Действует межправительственная комиссия по двустороннему сотрудничеству. 
В Азербайджане действует более 30 эстонских компаний.
Эстонская компания B.EST Solutions сотрудничает с сервисом ASAN Imza в создании цифровых услуг.

### Товарооборот (1992—2018)
| Год   | 2005    | 2006    | 2007     | 2008    | 2009    | 2010    | 2011    | 2012    | 2013    | 2014    | 2015    | 2016    | 2017    | 2018    |
| Сумма | 2 539,1 | 2 172,2 | 15 058,9 | 6 178,2 | 2 210,1 | 7 113,6 | 4 805,6 | 6 315,3 | 8 282,8 | 4 613,9 | 5 951,3 | 3 084,8 | 3 226,6 | 5 054,6 |

| Год   | 1992    | 1993    | 1994  | 1995  | 1996 | 1997  | 1998 | 1999  | 2000  | 2001  | 2002 | 2003  | 2004 |
| Сумма | 3 325,0 | 4 577,0 | 183,0 | 146,0 | 60,1 | 629,8 | 64,2 | 424,4 | 706,9 | 262,0 | 24,0 | 180,4 | 98,0 |

| Год   | 2005    | 2006  | 2007  | 2008  | 2009  | 2010  | 2011  | 2012  | 2013  | 2014  | 2015  | 2016  | 2017  | 2018    |
| Сумма | 1 462,9 | 525,3 | 500,6 | 761,1 | 396,1 | 461,5 | 663,8 | 379,4 | 771,2 | 222,9 | 253,4 | 660,7 | 700,0 | 1 314,5 |

| Год   | 1992    | 1993    | 1994    | 1995    | 1996    | 1997  | 1998    | 1999  | 2000  | 2001  | 2002  | 2003  | 2004    |
| Сумма | 1 448,0 | 5 417,0 | 2 745,0 | 3 834,4 | 2 028,4 | 857,6 | 1 367,5 | 444,0 | 250,4 | 225,9 | 239,7 | 382,2 | 1 270,1 |

| Год   | 2005    | 2006    | 2007     | 2008    | 2009    | 2010    | 2011    | 2012    | 2013    | 2014    | 2015    | 2016    | 2017    | 2018    |
| Сумма | 1 076,2 | 1 646,9 | 14 558,3 | 5 417,1 | 1 814,0 | 6 652,1 | 4 141,9 | 5 935,9 | 7 511,6 | 4 391,0 | 5 697,9 | 2 424,1 | 2 526,6 | 3 740,1 |

### Товарооборот (тыс. долл)
| Год  | Экспорт Азербайджана | Импорт Азербайджана | Сумма товарооборота |
| ---- | -------------------- | ------------------- | ------------------- |
| 2020 | 1 593,33             | 3 250,21            | 4 843,54            |
| 2021 | 1 796,74             | 4 334,63            | 6 131,37            |
| 2022 | 2 234,89             | 7 158,29            | 9 393,18            |
| 2023 | 6 347,53             | 6 936,88            | 13 284,41           |
| 2024 | 9 735,39             | 6 717,86            | 16 453,25           |

## В области культуры
С 1990 года в Таллине работает азербайджанская воскресная школа, а также университет Восточной культуры, который был назван в честь академика и офтальмолога Зарифы Алиевой.
В Эстонии проживает приблизительно 2500 азербайджанцев.